# Kanton Ruynes-en-Margeride
Kanton Ruynes-en-Margeride (fr. Canton de Ruynes-en-Margeride) je francouzský kanton v departementu Cantal v regionu Auvergne. Tvoří ho 13 obcí.

## Obce kantonu
- Celoux
- Chaliers
- Chazelles
- Clavières
- Faverolles
- Lorcières
- Loubaresse
- Rageade
- Ruynes-en-Margeride
- Saint-Just
- Saint-Marc
- Soulages
- Védrines-Saint-Loup